# Agalmyla hilliardiae
Agalmyla hilliardiae là một loài thực vật có hoa trong họ Tai voi. Loài này được D.J.Middleton & S.M.Scott mô tả khoa học đầu tiên năm 2008.